# Olympische Winterspiele 1984/Teilnehmer (Island)
| Gelbes Symbol für Goldmedaillen mit stilisierten Olympischen Ringen | Graues Symbol für Silbermedaillen mit stilisierten Olympischen Ringen | Braundes Symbol für Bronzemedaillen mit stilisierten Olympischen Ringen |
| ------------------------------------------------------------------- | --------------------------------------------------------------------- | ----------------------------------------------------------------------- |
| —                                                                   | —                                                                     | —                                                                       |

Island nahm an den Olympischen Winterspielen 1984 in Sarajevo mit einer Delegation von 5 Athleten (4 Männer, 1 Frau) teil. Die alpine Skirennläuferin Nanna Leifsdóttir wurde als Fahnenträgerin der isländischen Mannschaft zur Eröffnungsfeier ausgewählt.

## Teilnehmer nach Sportarten

### Ski Alpin
| Damen: - Nanna Leifsdóttir Riesenslalom: 38. Platz Slalom: DNF | Herren: - Árni Þór Árnason Riesenslalom: 40. Platz Slalom: DNF - Guðmundur Jóhannsson Riesenslalom: 43. Platz Slalom: DNF |

### Ski Nordisch

#### Langlauf
Herren:
- Gottlieb Konráðsson
15 km: 55. Platz
30 km: 39. Platz
- Einar Ólafsson
15 km: 49. Platz
30 km: 49. Platz